# Olimpijskij
Olimpijskij (ryska: Олимпийский) är en stor inomhusarena belägen i Moskva i Ryssland. Den byggdes för 1980 års sommar-OS och stod som värd för basket och boxning. 
Arenan har även varit värd för VM i friidrott inomhus 2006, samt VM i bandy för herrar 1989 och 2008. Arenan var i maj 2009 värd för Eurovision Song Contest.
Arenan tar 28 082 personer och har öppningsbart tak. Det tar 28 minuter att stänga taket. 